# Verdolay

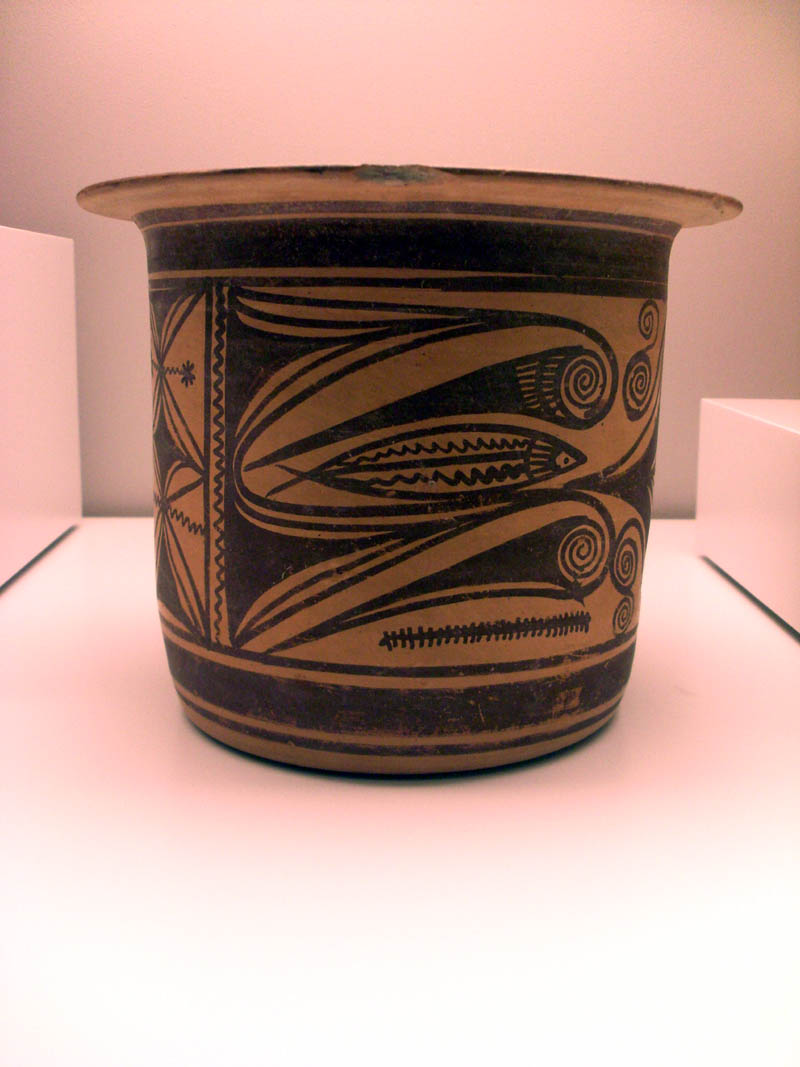
Kalathos ibérico del yacimiento.

El Verdolay es un área residencial situada en la Cordillera Sur, a 1 km de La Alberca, en la Región de Murcia. En ella se sitúa la necrópolis del Cabecico del Tesoro, uno de los más importantes yacimientos de arte funerario de la cultura ibérica. La necrópolis está relacionada, seguramente, con el Santuario Ibérico de la Luz (al este de la misma). Entre la Necrópolis y el Santuario, al sur, se encuentra el Castillo de Santa Catalina, de época islámica (siglo IX), que modela un conjunto formado por una atalaya sobre un cerro y restos de acequias y aljibes en la falda de este.

## Caja de cenizas
En la sepultura n.º 347 de la necrópolis ibérica del Cabecico del Tesoro, en Verdolay (Santo Ángel, Murcia) se recuperó un ajuar, que podemos calificar como femenino: ungüentarios, dos fusayolas, vasitos rituales y alguna importación ática.
Sin embargo, ahora centramos nuestra atención sobre su urna de incineración, en cuyo interior conservamos todavía los restos calcinados del difunto. Presenta cuerpo globular con fondo umbilicado. Fue fabricada de una sola pieza, urna y tapadera, antes de la cocción se separó la tapadera, dentada, en forma de “dientes de lobo”.
Está decorada al exterior con la típica pintura ibérica, en tonos rojo vinoso, formando motivos de líneas horizontales que separan grupos de motivos geométricos: semicírculos sobre fondo pintado en blanco, líneas y melenas. En el dentado de la urna, sobre pintura blanca, grupos de puntos, y bajo éstos, líneas en zig zag. 
La gran cantidad de tumbas excavadas en poblados del Sudeste peninsular ha permitido a los investigadores conocer con exactitud el ritual funerario en el mundo ibérico. Los restos incinerados del difunto se depositan en una fosa (loculum), generalmente de tendencia rectangular, con los ángulos redondeados, de un tamaño aproximado de 100/140 por 50/60 y unos 30/50 centímetros de profundidad, aunque las dimensiones, tanto como la forma, puedan oscilar de forma considerable.
La urna cineraria, que contiene los restos óseos recuperados de la pira funeraria o parte de ellos (cráneo, huesos largos), suele estar fabricada en cerámica ibérica, aunque se han dado casos en los que el recipiente elegido es una crátera o un escifo de cerámica ática.